# Simnel cake
La simnel cake è un dolce tradizionale britannico consumato durante la Pasqua.

## Etimologia
Il significato della parola simnel non è chiaro. Si pensa che essa derivi dal latino simila, che indica la farina di frumento. Giovanni di Garlandia riteneva che la parola simnel identificasse la placenta, una focaccia di epoca romana che, come suggerisce il nome, era fatta per piacere a colui che la mangiava.

## Storia

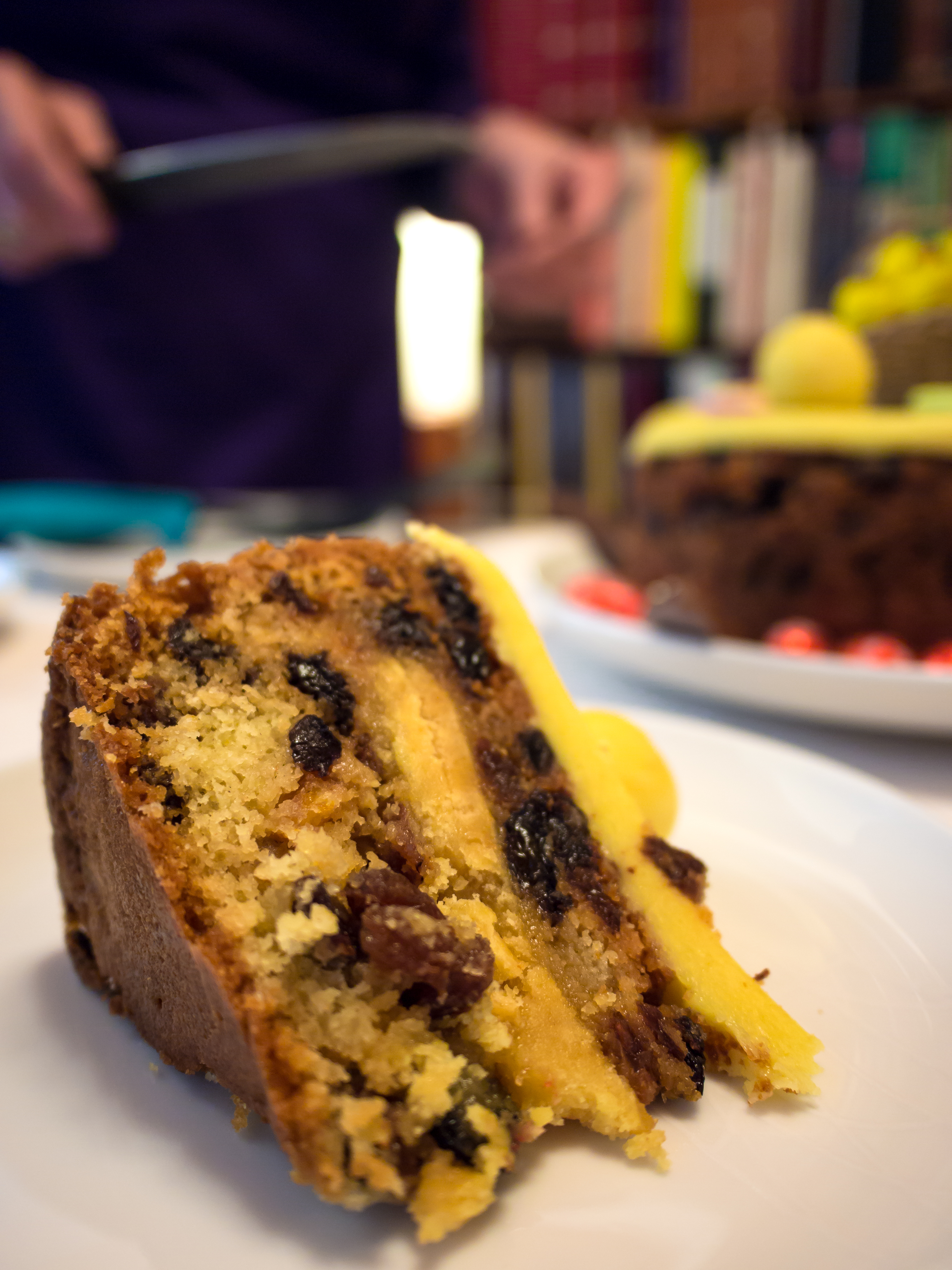
Fetta di simnel cake

Benché un documento del 1226 menzioni un "pane fatto di simnel", con cui si vuole indicare il pane bianco più pregiato, le simnel cake esistono almeno dall'epoca medievale. Secondo le norme sul pane dell'epoca, esse venivano prima bollite e poi cotte in forno; ciò portò alla nascita di una tradizione, originata almeno intorno al 1745 e successivamente scomparsa negli anni 1930, secondo cui essa sarebbe stata ideata da due coniugi di nome Simon e Nelly. Il primo avrebbe voluto preparare una simnel cake bollita, mentre la seconda avrebbe preferito cuocerla in forno. Dopo una disputa, i due si sarebbero accordati, e decisero di cucinarla usando entrambi i metodi di cottura.
Secondo lo storico Ronald Hutton, durante il XVII secolo, gli apprendisti e i domestici del Gloucestershire e del Worcestershire andavano a visitare le loro madri durante la mothering sunday, prendevano cibo o denaro se lo ritenevano necessario, e donando ai loro genitori una simnel cake, che era ricca di calorie e permetteva pertanto a questi ultimi di sfamarsi durante tale difficile periodo dell'anno.
Prima di diventare un dolce pasquale, la simnel cake veniva preparata per la quarta domenica di Quaresima, nota anche come domenica Laetare, domenica delle rose, domenica dei cinque pani, mothering sunday, o simnel sunday, dal nome della torta.
Il primo documento che menziona le palline di marzapane decorative appare in un tomo di May Byron, vissuta a cavallo fra l'Ottocento e il Novecento.
Oggi la simnel cake è popolare nei paesi di lingua inglese, in Irlanda, e dove persistono minoranze di origini irlandesi. La sua variante più diffusa e tradizionale è quella originaria di Bury.

## Caratteristiche
La tipica simnel cake è una torta simile al plum cake a base di farina bianca, zucchero, burro, uova, spezie, frutta secca, scorza di frutta e canditi. A volte, l'impasto e la pasta di mandorle vengono aromatizzati con acqua di fiori d'arancio, brandy, o rum, e il dolce insaporito con la confettura di frutta. La simnel cake presenta anche due strati di pasta di mandorle o marzapane, uno collocato al centro, e l'altro sulla superficie. Le undici palline di pasta di mandorle di cui è decorata rappresentano gli apostoli che parteciparono all'Ultima Cena di Gesù ad eccezione di Giuda. Più raramente, la torta può avere una pallina aggiuntiva rappresentante lo stesso Gesù.

## Preparazione
Mescolare i canditi, il rum e il succo d'arancia in una terrina. In un'altra scodella, miscelare burro, zucchero, uova, farina, lievito e spezie. Mischiare i due composti insieme e versare metà di questo in uno stampo per torte imburrato. Separare un terzo della pasta di mandorle e ricavarne un disco circolare da collocare nello stampo e ricoprire con il resto dell'impasto per torta. Far cuocere la torta per alcune ore in forno. Formare un disco con la pasta di mandorle rimanente. Spalmare la confettura di albicocche sulla torta e ricoprire con la pasta di mandorle appiattita. Con l'impasto di mandorle rimanente, formare delle palline da disporre sul dolce. Per farle aderire alla torta, usare la confettura di albicocche. Spennellare le palline con una miscela di tuorlo d'uovo e acqua. Cuocere la torta per alcuni minuti in forno. Servire il dolce quando sara freddo.

## Varianti

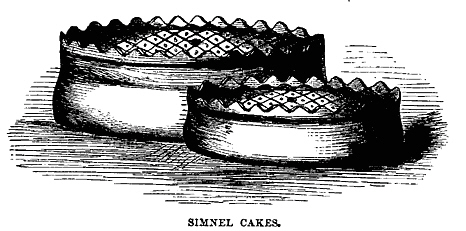
Illustrazione raffigurante due Shrewsbury Simnel (1869)

Il Chambers Book of Days (1869) di Robert Chambers contiene una descrizione della Shrewsbury Simnel: